# Lélio

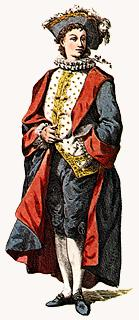
Lélio. (Maurice Sand, Masques et bouffons (comédie italienne), 1860.)

Lélio é um personagem da commedia dell'arte italiana, do grupo dos «innamorati» (apaixonados), sempre amável, alegre, de bom humor, com uma pitada cômica.
Molière introduziu a figura de Lélio (Lélie) em duas de suas comédias, O Aturdido ou os Contratempos e Esganarelo ou O Cornudo Imaginário.
Machado de Assis utilizou o pseudônimo Lélio em suas crônicas na coluna Balas de Estalo do jornal Gazeta de Notícias (1886-88). 